# Eusarsiella tampa
Eusarsiella tampa är en kräftdjursart som beskrevs av Louis S. Kornicker och Grabe 2000. Eusarsiella tampa ingår i släktet Eusarsiella och familjen Sarsiellidae. Inga underarter finns listade i Catalogue of Life.